# Quechua de Huaylas
El quechua de Huaylas es la lengua quechua hablada en el Callejón de Huaylas y en la vertiente occidental de la Cordillera Negra. Las principales particularidades de esta variedad son fonéticas. En el quechua de Huaylas se presenta un fenómeno de monoptongación de las sílabas con semiconsonantes en coda:  aw suele emitirse como [o:] alargada, así mismo ay como [e:].  Por ejemplo, awmi se pronuncia [o:mi], chawpi (centro) [t͡ʃo:pi] y aywan (anda) como [e:wan].  En lo gramatical, Huailas carece del sufijo -ski.

## Aspectos históricos, sociales y culturales

### Etimología
La denominación «qichwa» proviene del quechua clásico QICHWA que significa valle templado, la palabra en español «quechua» proviene de la forma en que los conquistadores españoles escribían el nombre.

### Historia

#### Época prehispánica

Grupos étnicos de Áncash a la llegada de los incas.

Aunque la tesis de una relación genética entre el quechua y las lenguas aimaras se halla también descartada, el consenso de los especialistas acepta una antigua relación de mutua influencia entre las protolenguas de estas familias. Parte importante del léxico de estas familias es compartido y se desconoce de cuál de ambas han provenido. De esta forma, tras un largo periodo de contacto, el protoquechua aparece a inicios del I milenio en la parte centro-occidental del Perú. El protoquechua divergió en dos ramas hacia el siglo V, el Quechua I inicia una nueva expansión en dirección norte a través de la vertiente oriental hasta el Callejón de Huaylas.

#### Época virreinal
Con la llegada de los españoles en 1532 la situación del quechua de Huaylas cambiaría de manera significativa; por un lado comienza un desplazamiento por la lengua española; por el otro, su uso oficializado para la comunicación con los nativos generó el establecimiento de nuevos asentamientos; a la vez se dio la creación de documentación en escritura latina, con lo cual se asienta un registro fidedigno para su preservación y comprensión, por lo que el idioma siguió siendo importante en las comunidades quechuas bajo el dominio español.
El quechua de Huaylas seguía siendo hablado en todas las comunidades en el Callejón de Huaylas siendo hablado cada vez menos especialmente en las ciudades, pero su uso en las zonas rurales se mantenía, después de la rebelión de Tupaq Amaru su uso fue prohibido hasta la independencia del Perú.

#### Época moderna
A lo largo de la época moderna, la situación de las lenguas indígenas ha aumentado su precariedad cada vez más en Perú, y el número de hablantes de prácticamente todas las lenguas indígenas ha disminuido. A pesar de que el número absoluto de hablantes de quechua de Huaylas en realidad ha aumentado en el último siglo, los pueblos indígenas se han vuelto cada vez más marginados en la sociedad peruana. Los grandes cambios en las comunidades indígenas se dieron a partir de la reforma agraria que fraccionaba las tierras comunales y a partir de entonces los indígenas se vieron forzados a pagar una serie de nuevos impuestos y que bajo la coacción de hacendados y gobierno no pudieron pagar creándose los grandes latifundios, lo que provocó que poco a poco fueran perdiendo sus tierras, su identidad, su lengua, e incluso su libertad.
Este proceso aceleró los cambios en la relación asimétrica entre las lenguas indígenas y el castellano, así el quechua de Huaylas se vio cada vez más influenciado y modificado; como primera consecuencia es observable una zona de una rápida pérdida del habla y las costumbres cercana a las grandes ciudades, como segunda consecuencia vemos zonas donde la “castellanización” es más fuerte provocando un bilingüismo activo, en una tercera zona se mantuvieron los hablantes indígenas más aislados y conservaron más puras sus tradiciones. Las políticas públicas tendían a la eliminación de las lenguas nativas, buscando el desarrollo y el progreso del país bajo un nacionalismo peruano.
Cambios significativos se dieron por lo menos desde mediados de la década de 1975, aunque las políticas educativas en Perú se centraron en la castellanización de las comunidades indígenas, para enseñar puramente español y desalentar el uso de las lenguas nativas, tuvo como resultado que hoy en día un buen número de hablantes de quechua de Huaylas estén en posibilidad de escribir en español pero no en su lengua materna;  A pesar de ello, el quechua de Huaylas todavía es hablado por más de 300 000 personas, de los cuales alrededor del 8 % son monolingües. 
La década de 1980 vio la aparición de cambios diametrales en las políticas del gobierno peruano hacia los derechos indígenas y lingüísticos.
Se modificó el alfabeto quechua para Huaylas, se publicó una gramática y un diccionario, el Instituto Lingüístico de Verano empieza a publicar mayor cantidad de textos en quechua.
En la década de los 2000 se publicó un nuevo diccionario y cartillas para educación bilingüe y para algunas instrucciones. Actualmente el quechua de Huaylas sigue siendo hablado en la ciudad de Huaraz aunque en menor cantidad por la expansión de la radio y la televisión en castellano.

### Situación socio lingüística del quechua de Huaylas
La característica socio lingüística más destacada del quechua es que en la mayoría de los territorios en los que se habla se encuentra en situación de bilingüismo social con el español.

### Distribución geográfica

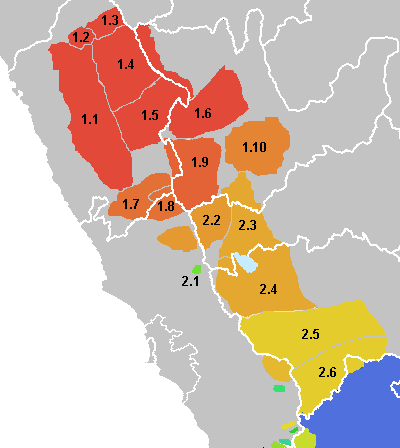
Área de difusión del Quechua I, el área 1.1 pertenece al quechua de Huaylas.

Según el artículo 48 de la constitución política del Perú el quechua de Huaylas es oficial en la zona donde predomine en Perú.

### El quechua de Huaylas como lengua materna

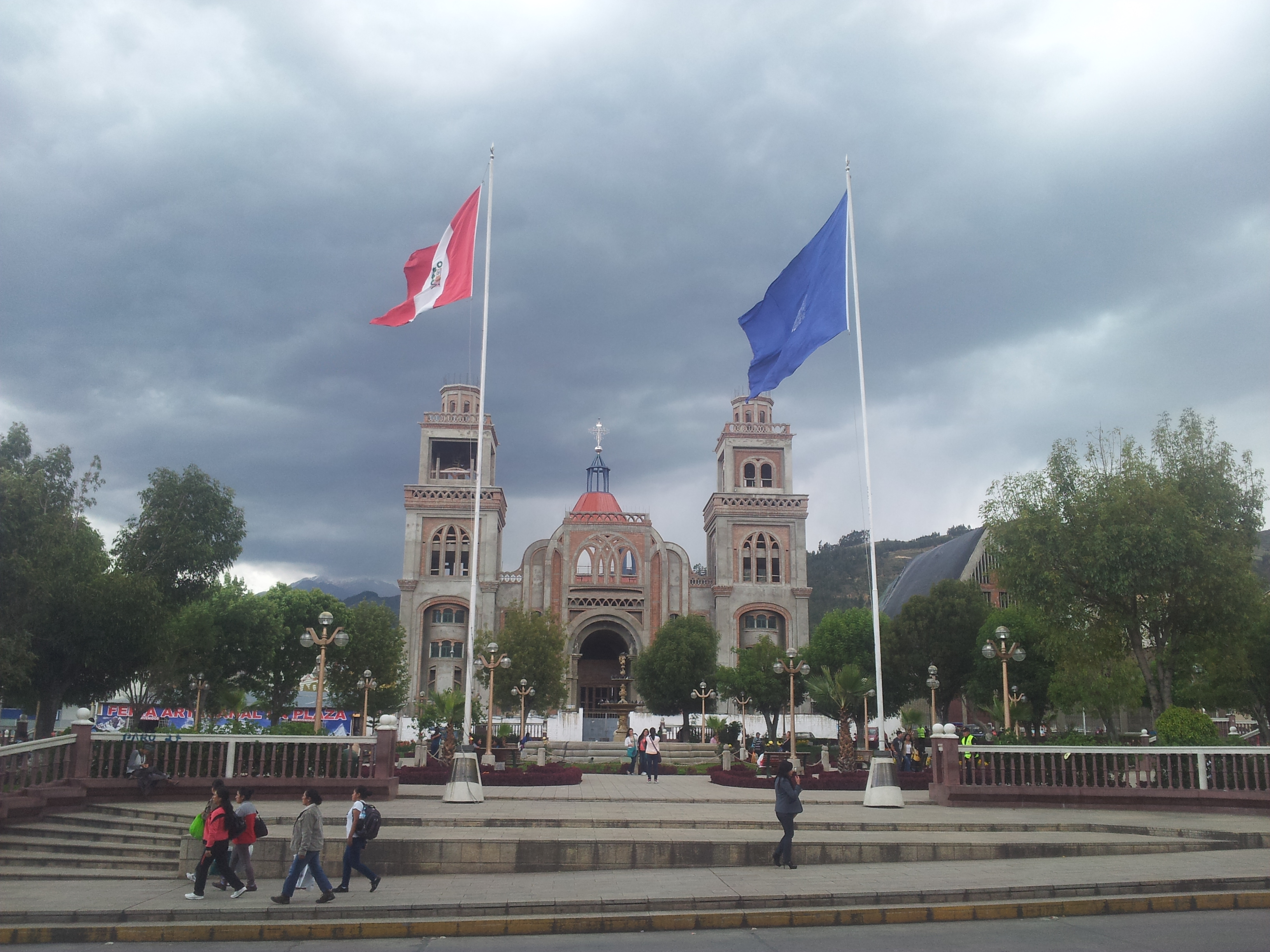
Plaza de Armas de Huaraz principal ciudad en el ámbito lingüístico del quechua de Huaylas.

Los quechua hablantes del Callejón de Huaylas son aproximadamente 1 millón de hablantes, en el Departamento de Ancash en las provincias de Recuay, Huaraz, Carhuaz, Yungay y Huaylas.

### Dialectología
El quechua de Huaylas tiene tres dialectos:
- Huaras, hablado en la Provincia de Huaraz y alrededores.
- Yungay, hablado en la Provincia de Yungay y alrededores.
- Huaylas, hablado en la Provincia de Huaylas y alrededores.

## Clasificación
Las variedades del quechua de Huaylas pertenecen a la rama Quechua I de la familia de lenguas homónima. Pertenecen a un continuo dialectal extendido en la Sierra central peruana desde Áncash por el norte hasta las provincias de Castrovirreyna y Yauyos al sur.

## Difusión

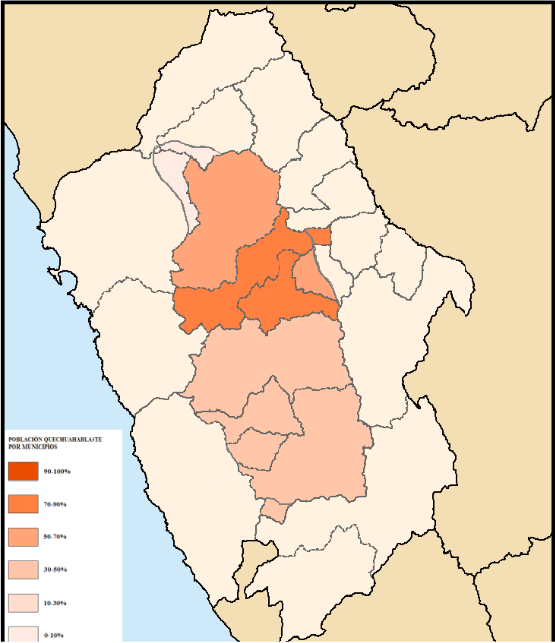
Distribución geográfica de las personas cuya lengua materna es el quechua de huaylas por provincias.

El quechua de Huaylas es hablado en gran parte del Callejón de Huaylas -
Actualmente, la constitución peruana estipula que las Lenguas quechuas, como otras lenguas nacionales, es «oficial en las zonas donde predomine» junto al español.
- Perú
- Áncash
  -  En la Provincia de Huaylas el quechua de Huaylas es hablado por el 57,8% de la población.[6]
  -  En la Provincia de Huaraz el quechua de Huaylas es hablado por el 37% de la población.[6]
  -  En la Provincia de Carhuaz el quechua de Huaylas es hablado por el 74% de la población.[6]
  -  En la Provincia de Yungay el quechua de Huaylas es hablado por el 73,6% de la población.[6]
  - En la Provincia de Recuay el quechua de Huaylas es hablado por el 37,5% de la población.[6]
  -  En la Provincia de Aija el quechua de Huaylas es hablado por el 38,5% de la población.[6]

## Descripción lingüística

### Fonología
|   | Segmento | Monoptongación                 | Ejemplo  | Ejemplo  | Traducción         |
| ɐ | /aj/     | [eː]                           | /ajwaj/  | [eːweː]  | ir                 |
| ɐ | /aw/     | [oː]                           | /jaw/    | [joː]    | hey                |
| ɪ | /ij/     | [iː] *(en todos los dialectos) | /purij/  | [pʊɾiː]  | andar              |
| ɪ | /ɪː/     | [eː]                           | /pʊriː/  | [pʊɾeː]  | [yo] camino        |
| ʊ | /ʊj/     | [iː]                           | /tiːpʊj/ | [tiːpiː] | latir –el corazón– |
| ʊ | /ʊː/     | [oː]                           | /ʊɾkʊː/  | [ʊɾkoː]  | mi frente          |

|             | Bilabial | Bilabial | Alveolar | Alveolar | Postalveolar | Postalveolar | Retrofleja | Retrofleja | Palatal | Palatal | Velar | Velar | Uvular | Uvular | Glotal | Glotal |
| ----------- | -------- | -------- | -------- | -------- | ------------ | ------------ | ---------- | ---------- | ------- | ------- | ----- | ----- | ------ | ------ | ------ | ------ |
| Nasal       |          | m        |          | n        |              |              |            |            |         | ɲ       |       |       |        |        |        |        |
| Oclusiva    | p        | (b)      | t        | (d)      |              |              |            |            |         |         | k     | (g)   | q      | q      |        |        |
| Continuante | (ɸ~f)    |          | s        |          | ʃ            |              |            | (ʐ)        |         | j       |       | w     | q      | q      | h      |        |
| Africada    |          |          | t͡s*      |          | t͡ʃ*          |              |            |            |         |         |       |       |        |        |        |        |
| Lateral     |          |          |          | l        |              |              |            |            |         | ʎ       |       |       |        |        |        |        |
| Vibrante    |          |          |          | ɾ        |              |              |            |            |         |         |       |       |        |        |        |        |

#### Fonotáctica
Las sílabas del quechua tienen por núcleo una única vocal monoptonga.  Por regla general, aceptan una consonante en posición de ataque (principio de sílaba), así mismo en la coda  (fin de sílaba) cuando la vocal es corta.  No obstante, en los préstamos más recientes del castellano se pueden aceptar hasta dos consonantes en ataque, especialmente con consonantes líquidas;  por ejemplo, /tɾa.ba.ha-/.  Torero y Parker denominaron como  sílabas cortas aquellas que contienen una vocal corta no trabada y como sílabas largas las que tengan una vocal larga o concluyan con una consonante.
Las sílabas con vocales alargadas no pueden terminar con una consonante; es así que cuando ocurren secuencias fonémicas del tipo /V:-C/ se resuelven acortando la vocal.  Por ejemplo, /miku-jkaː-n/ → /mi.kuj.kan/ (está comiendo).  Se excluye también la ocurrencia de hiatos salvo en los casos donde /h/ se presenta muda en posición intervocálica.

#### Prosodia
La acentuación no es un elemento de  distinción semántica; no obstante, el Quechua de Huaylas, como todos los quechuas centrales, presenta un sistema prosódico complejos y poco estudiado.  El  acento léxico suele estar determinado por la composición fonemática de las sílabas.  Torero describió  para la variedad del Callejón de Huaylas que el acento solía recaer el penúltima sílaba cuando la palabra carecía de una sílaba larga en posición no final.  Estas mismas sílabas largas atraerían la acentuación.  Por otra parte, para Parker   En esta región, la posición de las palabras respecto de la pausa o final de cláusula jugaba un rol importante.  Así, el hablante acentúa regularmente las palabras en la primera sílaba de cada palabra salvo la final de cláusula; ésta se acentúa en la sílaba larga no final.
Las interjecciones reciben la acentuación y una elevación ligera del tono de voz en sus sílabas finales.  Los alargamientos vocálicos en final de palabra también atraen el acento.
/piqa-:/ [pe'qa:].

### Gramática
Como todos los quechua, es una lengua aglutinante, es decir, que forma palabras mediante la adición de varios afijos a sus raíces. En este caso específico, se usan exclusivamente sufijos ya sean flexivos o derivativos, habiendo muy pocos lexemas que no admiten sufijos como interjecciones o fáticas, como yaw ('¡oye!', 'hola') y las expresivas, como alalaw ("¡qué frío!"), atataw ("¡qué feo!"), ananaw (¡qué cansancio!), etcétera. Además, es del tipo SOV (Sujeto Objeto Verbo).

#### Morfología
Las raíces nominales del quechua admiten sufijos flexivos de número, persona y caso. Por ejemplo, con la raíz haka ("cuy"):
hakakuna: cuyes (número)
hakayki: tu cuy (persona)
hakawan: con cuy (caso)
qampa hakaykikunawan: con tus cuyes.
Las raíces verbales admiten amalgamas de número y persona, sufijos de tiempo, de subordinación, de condicionalidad y de imperatividad. Por ejemplo, con la raíz miku- ("comer"):
mikuy: comer o come (infinitivo o imperativo segunda persona), también se usa r:miku-r: comer
mikunki: tú comes (número y persona)
mikurqayki: tú comiste (tiempo pasado)
mikuptiyki: si comes... (condicionalidad)
El quechua posee una gran cantidad de sufijos derivativos. El cambio de categoría gramatical ocurre en dos sentidos contrarios: la nominalización y la verbalización.
- qillay (plata) → qillayyuq ("el que posee plata", platudo).
- yaku (agua) → yakuna(y)- ("tener sed", verbalización)
- puri- (caminar) → puriq, más usual purikuq ("caminante", errante: nominalización)
- kuti- (volver) → kutichi ("regresador casi maniático")
- kuka (coca) → kukakamuy- ("ir a comprar coca", verbalización)
- Allqunnaqpis allim kawakullaa imaypis kikillaanapis: 'aunque ya solito, vivo siempre bien hasta sin perro'.

El uso de determinados sufijos puede determinar la afectividad de la expresión.
- Piwan aywan?  ¿Con quién va?
- Piwanraq aywan? " ¿Con quién puede ir?" (inquieto).
- Pillawanraq aywan?; Piwanraq aywallan?  "Por favor, ¿con quién va?" (muy inquieto).

Los sufijos verbales -ykU y -llaa pueden añadir un sentido de deferencia.  En las siguientes frases del modo imperativo, "siéntese" tiene distintas connotaciones:
- hamay, orden directa (Siéntate).
- hamaykuy, o hamaykamuy, invitación.
- hamaykullay, o hamaykallaamuy, invitación afectuosa ("siéntate, por favor").

#### Frase sustantiva
La frase sustantiva en el quechua ancahsino tiene dos estructuras fijas, donde sus diversos componentes pueden ser omitidas dependiendo el contexto: La primera consta exclusivamente de un pronombre y la segunda de varios componentes con un nombre o sustantivo como núcleo.
| nuqa      | yo                    |
| qam       | tú                    |
| pay       | él, ella,             |
| nuqantsik | nosotros (as) (incl.) |
| nuqakuna  | nosotros (as) (excl.) |
| qamkuna   | ustedes               |
| paykuna   | ellos (as)            |

| 8 | nombre (núcleo)                                 |
| 7 | nombre(s) (atributivo(s))                       |
| 6 | adjetivo(s)                                     |
| 5 | pre-adjetivo {aysi, allaapa, llumpay, mas, may} |
| 4 | negación {mana}                                 |
| 3 | frase numeral                                   |
| 2 | cuantificador {llapan, atska(q), chipya (t)}    |
| 1 | pronombre demostrativo                          |

#### Enclíticos
La actitud o la certeza del hablante respecto a la información dada se expresa por medio de los sufijos enclíticos ( = tsuyapaq qipapa), afijos que modifican virtualmente cualquier palabra. Por ejemplo, con yaykurqan (él/ella entró):
- yaykurqanmi (sabido personalmente)
- yaykurqanshi (conocido por otros)
- yaykurqanaanchi (conjetura débil)
- yaykurqanchaa (conjetura fuerte)
- yaykurqantsu (negación)
- yaykurqanku ( indagación, interrogación)

#### Sintaxis
Sintaxis en quechua = shimipatsatsiq.
El quechua es una lengua SOV
Mitsiqkunaqa waynutam takiykaayan = Los pastores están cantando huaino.
Como suele ocurrir en este tipo de lenguas, una palabra suele hacerse adjetivo al anteponerse a un sustantivo o adverbio al hacerlo ante un verbo
- wawa (bebé) + wayi (casa) → wawa wayi (casa de bebes, guardería)
- chunka (diez) + llama (llama) → chunka llama (diez llamas)
- mana (no) + munaa (yo quiero)  → manam munaatsu  (no quiero)

- Washku kanku (¿hay trago?): 1. Manam kantsu 2. kantaqku ("no hay") 3. kantaaku ("no hay" -en región trasandina-)

Cuando se conectan dos sustantivos, el primero actúa como 'calificador' y el segundo como 'núcleo fraseal'. En el caso de adjetivo y sustantivo, el adjetivo siempre va a la izquierda.
- Aswa puyñu: cántaro para chicha; ñumya puyñu: cántaro donde se guarda ñumya ( variedad de frejol).Ichik puyñu: cántaro pequeño.
- Huk puyñu aswa: un cántaro de chicha; mulli aswa: chicha de molle. Yuraq aswa: chicha blanca.Puyñu aswa: chicha de (en) cántaro. Aluniira aswa: chicha de la galonera.[10][11]

Por otro lado, el sufijo -qa (tópico) marca sea el sujeto o el objeto según el contexto.Cuando sufija a un sustantivo-raíz, se puede traducir usando los artículos: el, la, los, las.
Yayaaqa akshutam mikurqan. (Mi papá comió papa; resalta la acción del sujeto). Respondería a ¿qué comió tu padre?
Yayaami akshutaqa mikurqan. (Mi padre comió la papa; destaca el objeto, el actor no fue otro que el padre). Contestaría a ¿quién comió la papá?
Chiiqusqa waqaykachan. ( El sapito está que croa). Kuchikunaqa allaapa mikun ( los chanchos comen mucho)
No hay voz pasiva, según Gary Parker, quien sugiere una "voz semipasiva"

#### Implicitud del verbo ser
Kay: ser, haber, existir, como verbo sustantivo.Pero hay expresiones que no conllevan ninguna desinencia del verbo kay( ser, to be, etre) pero son auténticas oraciones gramaticales que implicitan dicho verbo.Para lo cual alguna vez se usa la posposición -m o -mi.
1. Nuqallaa, soy yo, heme aquí.
2. ¿Paytsuraq?, ¿será él?; paynaachi, pienso que es él, puede ser él.[14]
3. Paytash, dice que a él; manam paytatsu, no es a él.
4. ¿Pitaq?, ¿quién es?; nuqam, 'soy yo' o bien nuqachaa, 'pues soy yo'.
5. ¿Allqupaqku?, ¿es para el perro?; allqupaqmi, sí es para el perro.
6. Nuqam ( nuqallaami [tono respetuoso al contestar], soy yo, fui yo; qammi, eres tú, tú fuiste (el tiempo, según el contexto).
7. Kaychi Limaq!, ¿esto es Lima!, pregunta y sorpresa.
8. Imatan?, allqum ( ¿qué es?, es perro)
9. Yamayllaku?, yamayllam (¿estás bien?, pues estoy bien)

### Léxico
En cuanto al vocabulario representativo (básico) del quechua de Huaylas la situación se presentaría así : 
- Elementos quechuas 70%.
- Elementos románicos 28%, de los cuales:
  - Elementos hispánicos 95%
- Otros 2%

### Breve vocabulario
- Imanawllataq kaykanki? = ¿Cómo estás?
- Yamayllaku kaykanki? = ¿Estas bien?
- Yamayllam kaykaa = Estoy bien
- Hirkachawmi kaykaa = Estoy en el cerro

## Escritura

Quipus incas

El primer inventario de letras para el Quechua de Huaylas deriva del Alfabeto Básico General del Quechua establecido en 1975 por el Ministerio de Educación mediante Resolución Ministerial N.º 4023-75-ED.  Este constaba de un alfabeto latino cual estableció un patrón extra para representar la africada alveolar como ⟨ts⟩ y las vocales largas como dobles, heredando del español las grafías ⟨ñ⟩ para la nasal palatal y el dígrafo ⟨ch⟩ para la africada palatal.  Posteriormente, en 1985, se modificó la norma solo par reducir a tres los signos vocálicos, eliminando para el ancashino las representaciones ⟨e⟩, ⟨ee⟩, ⟨o⟩, ⟨oo⟩ de su escritura.
| Letras               | A   | AA   | CH   | H   | I   | II   | K   | L   | LL  | M   | N   | Ñ   | P   | Q   | R   | S   | SH  | T   | TS   | U   | UU   | W   | Y   |
| Valor fonémico (AFI) | /a/ | /aː/ | /t͡ʃ/ | /h/ | /i/ | /iː/ | /k/ | /l/ | /ʎ/ | /m/ | /n/ | /ɲ/ | /p/ | /q/ | /ɾ/ | /s/ | /ʃ/ | /t/ | /t͡s/ | /u/ | /uː/ | /w/ | /j/ |

Para algunos préstamos del español, se hacen uso de un grupo de consonantes particular. Ejemplo ''burriku chinchuu'' una variedad de chincho (Tagetes).
| Letras               | B   | D   | F   | G   | RR  |
| Valor fonémico (AFI) | /b/ | /d/ | /ɸ/ | /g/ | /ʐ/ |

### Muestra de texto
Mayqan nunapis manam pipa sirwiqnin nuna kananpaqtsu yurikushqa. Y nuna karninmi mayqan nunapis huk laayatsu kayanman dirichunkunachawpis. Y yarpachakuyta yacharninmi y allita mana allita shunqunkunachaw maakurninmi nunakuna hukninta wiyanakur kayanman.
Todos los seres humanos nacen libres e iguales en dignidad y derechos y, dotados como están de razón y conciencia, deben comportarse fraternalmente los unos con los otros.
Artículo 1º, Declaración universal de los derechos humanos.

### Frecuencia del uso de las letras
La frecuencia de uso de las letras el Quechua de Huaylas es la siguiente:
| a: 22,8 % | n: 8,6 %  | i: 7,8 % | r: 6,9 % | u: 6,9 % | s: 6,4 % | l: 5,5 %  | t: 5,1 %  | h: 4,3 %  |
| m: 4,3 %  | k: 3,8 %  | p: 3,8 % | y: 3,3 % | q: 2,9 % | w: 2,0 % | ch: 1,6 % | ll: 1,2 % | sh: 1,2 % |
| ñ: 0,8 %  | ts: 0,8 % |          |          |          |          |           |           |           |

## Literatura

### Poesía
En el poemario "Rumi shanka" de Elmer Félix Neyra Valverde aparecen algunos poemas en quechua. En 2011, dicho autor publicó  poemas en quechua, "Qanchisqocha" (Qanchisqucha)(Español: 7 lagunas), presentado en el encuentro de Aucallama,provincia de Huaral, en noviembre de 2011.

### Música
La música quechua era pentatónica (do, re, fa, sol, la), como lo señalaron en un principio los esposos R. y M. D'Harcourt.

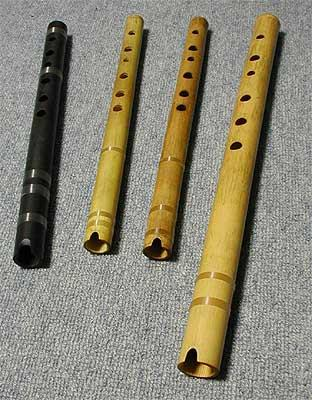
La qina, es tal vez (junto con la zampoña) el instrumento más representativo de la música quechua.

### Literatura bilingüe
- Yauri Montero, Marcos: Puerta de la Alegría (2006) Editorial Universitaria de URP. ISBN 9972-236-02-1.
- Espinoza, Néstor: Poemas andinos (2010) Lima. Impreso en Perú. ISBN 9972-688-27-5
- Frasnelli Tarter, Dante, OSJ,(editor) : Señor Jesucristopa alli willacuynin/ Nuevo Testamento",(2001) ediciones de "La Liga Bíblica", Huarí, Áncash Perú.
- Neyra Valverde, Elmer: poemario Rumi shanka (1996) y  Qanchisqocha edición bilingüe (2011), con depósitos legales en la BNP.